# Johann Gottfried Schnabel
Pour les articles homonymes, voir Schnabel.
Johann Gottfried Schnabel (né le 7 novembre 1692 à Sandersdorf près de Bitterfeld en Saxe et mort entre 1751 et 1760) est un écrivain allemand, connu pour son roman L'Île de Felsenbourg (Insel Felsenburg). Ce livre, dont la première partie parut en 1731, connut en Allemagne un très grand succès, sans que le véritable auteur en fût connu. Schnabel publia en effet ses œuvres sous le nom de plume de Gisander. C'est seulement à la fin du XIXe siècle, en 1880, qu'un spécialiste d'histoire littéraire établit que Gisander n'était autre que Johann Gottfried Schnabel.

## Biographie
Orphelin de père et de mère très tôt, Johann Gottfried Schnabel fut confié à son grand-père, pasteur. Il fit ses études au collège de Halle, puis devint apprenti barbier. Chirurgien militaire, il participa à la guerre de succession d'Espagne en Hollande, sous les ordres du Prince Eugène de Savoie. Redevenu barbier, il se maria en 1721 à Querfurt et s'établit à la principauté de Stolberg. Il devint "domestique", puis "agent" à la Cour du comte de Stolberg. Sa femme mourut en 1733 après avoir eu quatre enfants.
Après avoir fait paraitre en 1731 un premier tome de L'Île de Felsenbourg, il en fit paraître un second en 1732. Les dernières parties de son livre furent publiées en 1744. Il écrivit aussi un roman léger, à la manière de Boccace, Le Cavalier perdu dans le Labyrinthe de l'amour, paru en 1738 anonymement.

## Œuvres
- Wunderliche Fata einiger See-Fahrer, absonderlich Alberti Julii..., 4 tomes, Nordhausen, 1731–1743.
- Lebens- Helden- und Todes-Geschicht des berühmtesten Feldherrn bißheriger Zeiten Eugenii Francisci, Stolberg, 1736.
- Der im Irrgarten der Liebe herum taumelnde Cavalier (Le Cavalier perdu dans le Labyrinthe de l'amour) Nordhausen, 1738.
- Der aus dem Mond gefallene und nachhero zur Sonne des Glücks gestiegene Printz, Frankfurt, Main/Leipzig, 1750.

### Traductions françaises
- L'Île de Felsenbourg (1731-1743) ; trad. fr. & postf. Michel Trémousat, Paris, Fayard, 1977  (ISBN 978-2213599182)